# Neerlandismo

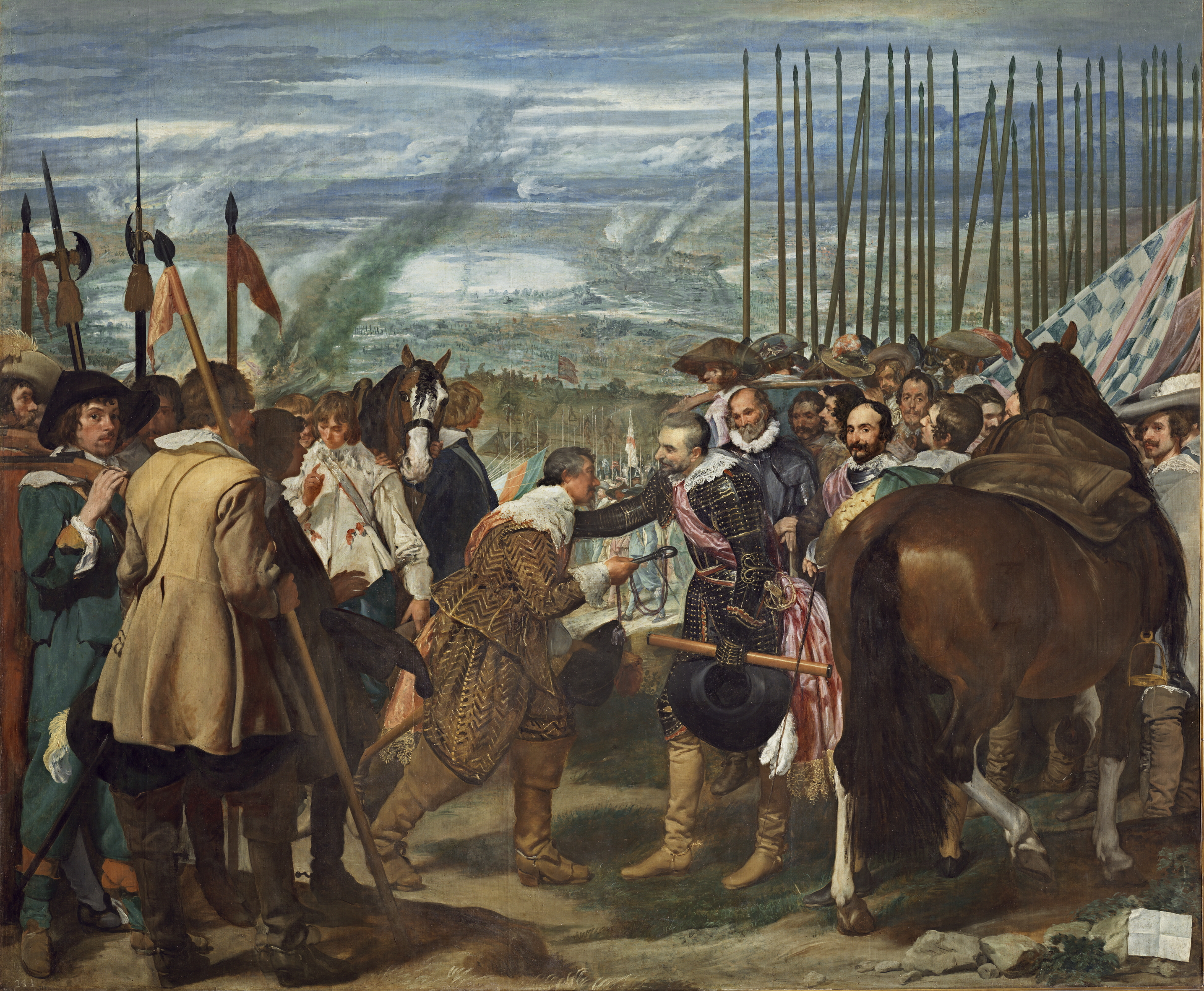
La rendición de Breda, famoso cuadro pintado por Velázquez en 1634.

Como neerlandismo se entiende cualquier palabra que provenga directa o indirectamente (a través de idiomas como el francés, el inglés o el vasco) del neerlandés o cualquiera de sus dialectos flamenco, neerlandés, frisón o afrikáans.
En español los neerlandismos directos no son muy abundantes: duna, canica, dique, foque, pólder, eslora, urca, amarrar, escaparate, flamenco, arrumar, abete, bojar, botiquín, bóer, cárolus, craquelengue, cogido dogre, estatúder, estocafís, galga, gaznápiro, guadapero, guelte, olivarda, pichelingue, hotentote, reclame, sumacar.....
En otras lenguas que han tenido más contacto con el neerlandés, como el francés, hay más y normalmente hacen referencia a términos náuticos: matelot (marinero), amarrer (amarrar), etc. También los términos náuticos del neerlandés abundan en castellano: bojar, eslora, filibustero etc. Neerlandismos indirectos a través del francés son: abra, fletán, maniquí, potasa, berbiquí, maniquí, chalupa, colza, babor, arcabuz, palisandro... También hay muchos desde el inglés: yate, brandy, coleslaw, dock, pomelo, iceberg, gintonic, glof, kit, welter, snack... Y alguno desde el vasco (bacalao).

## Biografía:Historia de la lengua española. Madrid:, 2001.
- Francisco Sánchez Romero: "La influencia de los términos neerlandeses en la lengua española". En Transferencias culturales, literarias y lingüísticas en el ámbito de la Unión Europea. Sevilla: Universidad de Sevilla, 2006.
- Benedek Elemér Vidos: "Relaciones antiguas entre España y los Países Bajos y problemas de los préstamos holandeses (flamencos) en castellano". En Revista de la Filología Española, t. LV.º, fasc. 3-4, 1972

- Datos: Q6039372